# Don’t Blame Me (Lied)
Don’t Blame Me (englisch für „Wirf es mir nicht vor“) ist ein Lied der US-amerikanischen Popsängerin Taylor Swift aus dem Jahr 2017.

## Entstehung und Veröffentlichung
Das Lied wurde von der Interpretin selbst, zusammen mit Max Martin und Karl Schuster (Shellback), geschrieben beziehungsweise komponiert. Martin und Shellback zeichneten darüber hinaus auch für die Produktion verantwortlich. Die Aufnahmen für Don’t Blame Me fanden in den MXM Studios in Los Angeles sowie in Stockholm statt. Abgemsicht wurde das Stück in den Mixstar Studios in Virginia Beach; das Mastering erfolgte bei Sterling Sound in New York City.
Die Erstveröffentlichung von Don’t Blame Me erfolgte an vierter Stelle von Taylor Swifts sechstem Studioalbum Reputation am 10. November 2017. Swift sang das Stück unter anderem während der Reputation Stadium Tour.

## Inhalt
Don’t Blame Me handelt von Taylor Swifts Beziehung mit Joe Alwyn. Laut dem Songtext „spielte“ Swift vorher mit älteren Männern und brach ihnen das Herz. Doch gegenüber Alwyn habe sie nun eine tiefere Sehnsucht verspürt. Sie sei früher „Gift-Efeu“ gewesen, doch nun sei sie „seine Gänseblume“. Ihr Name sei, welchen sich Alwyn auch immer aussuche (also spielt sie darauf an, dass sie Alwyn heiraten und seinen Nachnamen annehmen könnte), während sie ihn einfach „mein“ nennen werde. Für ihn würde Swift Grenzen überschreiten, ihre Zeit verschwenden, den Verstand verlieren und aus der Gnade fallen, nur um sein Gesicht zu berühren.

„Don’t blame me

Love made me crazy

If it doesn’t, you ain’t doing it right

Lord, save me

My drug is my baby

I’ll be using for the rest of my life“

## Mitwirkende
- Songwriting – Max Martin, Shellback, Taylor Swift
- Produktion – Max Martin, Shellback
- Abmischung – John Hanes, Serban Ghenea
- Gesang – Taylor Swift
- Hintergrundgesang – Max Martin, Taylor Swift
- Keyboard, Programmierung – Max Martin, Shellback
- Klavier – Max Martin
- Bass, Drums, Gitarre – Shellback
- Engineering – Sam Holland, Michael Ilbert
- Assistant Engineer – Cory Brice, Jeremy Lertola
- Mastering – Randy Merrill[2]

## Kommerzieller Erfolg

### Chartplatzierungen
Don’t Blame Me platzierte sich erst 2022 nach der Verwendung auf TikTok in den Charts.
| ChartsChartplatzierungen     | Höchstplatzierung | Wochen |
| ---------------------------- | ----------------- | ------ |
| Deutschland (GfK)            | 99 (1 Wo.)        | 1      |
| Österreich (Ö3)              | 49 (4 Wo.)        | 4      |
| Schweiz (IFPI)               | 88 (2 Wo.)        | 2      |
| Vereinigtes Königreich (OCC) | 77 (4 Wo.)        | 4      |

### Auszeichnungen für Musikverkäufe
| Land/Region                  | Auszeichnungen für Musikverkäufe (Land/Region, Auszeichnung, Verkäufe) | Verkäufe  |
| ---------------------------- | ---------------------------------------------------------------------- | --------- |
| Australien (ARIA)            | 4× Platin                                                              | 280.000   |
| Brasilien (PMB)              | Platin                                                                 | 40.000    |
| Dänemark (IFPI)              | Gold                                                                   | 45.000    |
| Deutschland (BVMI)           | Gold                                                                   | 300.000   |
| Frankreich (SNEP)            | Platin                                                                 | 200.000   |
| Griechenland (IFPI)          | Gold                                                                   | 10.000    |
| Italien (FIMI)               | Gold                                                                   | 50.000    |
| Neuseeland (RMNZ)            | 3× Platin                                                              | 90.000    |
| Norwegen (IFPI)              | Gold                                                                   | 30.000    |
| Österreich (IFPI)            | Platin                                                                 | 30.000    |
| Polen (ZPAV)                 | Platin                                                                 | 50.000    |
| Portugal (AFP)               | Platin                                                                 | 10.000    |
| Spanien (Promusicae)         | Platin                                                                 | 60.000    |
| Vereinigtes Königreich (BPI) | Platin                                                                 | 600.000   |
| Insgesamt                    | 5× Gold · 14× Platin ·                                                 | 1.795.000 |

Hauptartikel: Taylor Swift/Auszeichnungen für Musikverkäufe/Lieder